# Masterpieces by Ellington
Masterpieces by Ellington is een album van de Amerikaanse pianist, componist en bandleider Duke Ellington. De plaat werd in 1950 opgenomen voor Columbia en was Ellingtons eerste lp. Het album was een van de eerste 12 inch-platen die gebruik maakte van de mogelijkheid om nummers op te nemen die langer waren dan ruim drie minuten. Op de plaat stonden vier tracks.

## Release-geschiedenis
De plaat kwam in 1951 uit onder de "Columbia Masterworks"-imprint. Onder deze vlag bracht de platenmaatschappij in die tijd voornamelijk klassieke platen uit. De jazzplaat van Ellington zat in een rode hoes, die later, in 1956, werd vervangen door een meer moderne blauwe hoes. Het album kwam in 2004 uit op cd, waarop enkele bonusnummers stonden die tijdens een latere sessie waren opgenomen. Sommigen noemen de geluidskwaliteit van de originele vinylplaat superieur aan die van de huidige reissues. In 2014 bracht het audiofiele label Analogue Productions de plaat opnieuw op vinyl uit.

## Ontvangst
Volgens Fred Kaplan werd het album in 1951 nauwelijks opgemerkt en kreeg het na de cd-release ook niet veel aandacht. Het is in zijn ogen echter het beste album van Ellington en een van de beste jazzplaten ooit. De bandleider en arrangeur/componist Billy Strayhorn maakten maximaal gebruik van de nieuwe mogelijkheden van de lp.
Jazzcriticus Gary Giddins noemde het album "een van de eerste echt innovatieve 12-inch lp's". Hij merkte op dat "Ellington de vorm van de suite schuwde ten faveure van continue, lange werken die een bevrijding weerspiegelden die de lp mogelijk had gemaakt". Ellington had volgens hem een nieuwe vrijheid gevonden, zoals te horen is in het vijftien minuten durende "Mood Indigo.
Op Allmusic gaf Bruce Eder het album 4½ sterren. Ook hij merkte op, dat Ellington gebruik maakte van de voordelen van de lp: langere nummers.
Producer Michael Cuscuna ontdekte de plaat pas in 2004. Hij kwam de tapes toevallig tegen in de archieven van Columbia, zag de speellijst met de lange speeltijden en dacht:"What is this: a blowingsession?".Hij speelde de tape uit nieuwsgierigheid af en was verkocht. Hij drong bij de bazen van Columbia aan op een cd-release en produceerde die vervolgens.

## Tracks
Alle composities door Duke Ellington, tenzij anders aangegeven
1. "Mood Indigo" (Ellington, Barney Bigard, Irving Mills) - 15:27
2. "Sophisticated Lady" (Ellington, Mills, Mitchell Parish) - 11:29
3. "The Tattooed Bride" - 11:43
4. "Solitude" (Ellington, Mills, Eddie DeLange) - 8:26
5. "Vagabonds" (Ellington, Juan Tizol, Johnny Burke) - 3:11 Bonusnmmer op de cd-reissue
6. "Smada" (Ellington, Billy Strayhorn) - 2:48 Bonusnummer op de cd-reissue
7. "Rock Skippin' at the Blue Note" (Ellington, Strayhorn) - 2:27 Bonusnummer op de cd-reissue

## Bezetting
- Duke Ellington, Billy Strayhorn – piano
- Cat Anderson (nummers 1-4, 6 & 7), Shorty Baker, Mercer Ellington (nummers 1-4), Fats Ford (nummers 1-4), Ray Nance, Nelson Williams - trompet
- Lawrence Brown (nummers1-4), Tyree Glenn (nummers 1-4), Quentin Jackson, Britt Woodman (nummers 5-7) - trombone
- Jimmy Hamilton - klarinet, tenorsaxofoon
- Johnny Hodges (nummers 1-4), Willie Smith (nummers 5-7) - altosaxofoon
- Russell Procope - altsaxofoon, klarinet
- Paul Gonsalves - tenorsaxofoon
- Harry Carney - baritonsaxophone, basklarinet (nummers 2)
- Wendell Marshall - contrabas
- Sonny Greer (nummers 1-4), Louis Bellson (nummers 5-7) - drums
- Yvonne Lanauze - zang[7]